# Chapelle Saint-Julien de Saléchan
Pour les articles homonymes, voir Chapelle Saint-Julien.
La chapelle Saint-Julien de Saléchan est un édifice religieux catholique située à Saléchan, en France.
Elle fait l'objet d'une protection au titre des monuments historiques.

## Localisation
La chapelle Saint-Julien est située en région Occitanie, à l'extrémité orientale du département français des Hautes-Pyrénées, en vallée de la Garonne, à l'est du village de Saléchan, en bordure de la route départementale 825.

## Historique
La chapelle de style roman remonte au XIIe siècle.
Indiquant une modification au XVIe siècle, le tympan du portail porte la date de 1566.
L'édifice est inscrit au titre des monuments historiques le 30 mars 1979.

## Description
La chapelle est un rectangle orienté est-ouest, prolongé par une abside semi-circulaire à l'est et bordée à l'ouest par un clocher-mur à deux baies ne comportant plus qu'une seule cloche.
Plusieurs pierres gallo-romaines ont été utilisées en réemploi, aussi bien dans les murs extérieurs qu'intérieurs.
Deux d'entre elles à l'angle nord-ouest sont des bas-reliefs dont l'un représente un couple. Cette dernière, en marbre blanc, est classée au titre objet des monuments historiques depuis le 10 juillet 1909.
Dans la façade sud, une autre est ornée d'un svastika. Juste en dessous, une pierre porte l'inscription ASSPERCIVS F/ NESCATO VXOR (ou ASSPERCIVSI/ MESCATO VXOR).

### Extérieur
Deux sarcophages semi-enterrés sont placés devant le portail d'entrée.
Sur un bloc de réemploi datant de l'époque gallo-romaine est gravé un svastika 卐, ce symbole était utilisé comme décoration dans les mondes grec et romain, mais aussi dans l'art religieux juif, chrétien et musulman.
Sur le bas-relief en marbre blanc datant de l'époque gallo-romaine est représenté un couple (un homme et une femme de classe aisée, peut-être propriétaires de terrains où étaient cultivées des vignes), deux fleurs avec une rosace au milieu, deux grappes de raisin et deux oiseaux picorant les grappes.

### Intérieur

#### Lanefet lechœur
Le grand vitrail avec le médaillon de la Vierge Marie serait daté du XIXe siècle.

## Exposition d'art
La chapelle est ouverte chaque année de juillet à août et le week-end pour des expositions d'art.

## Galerie

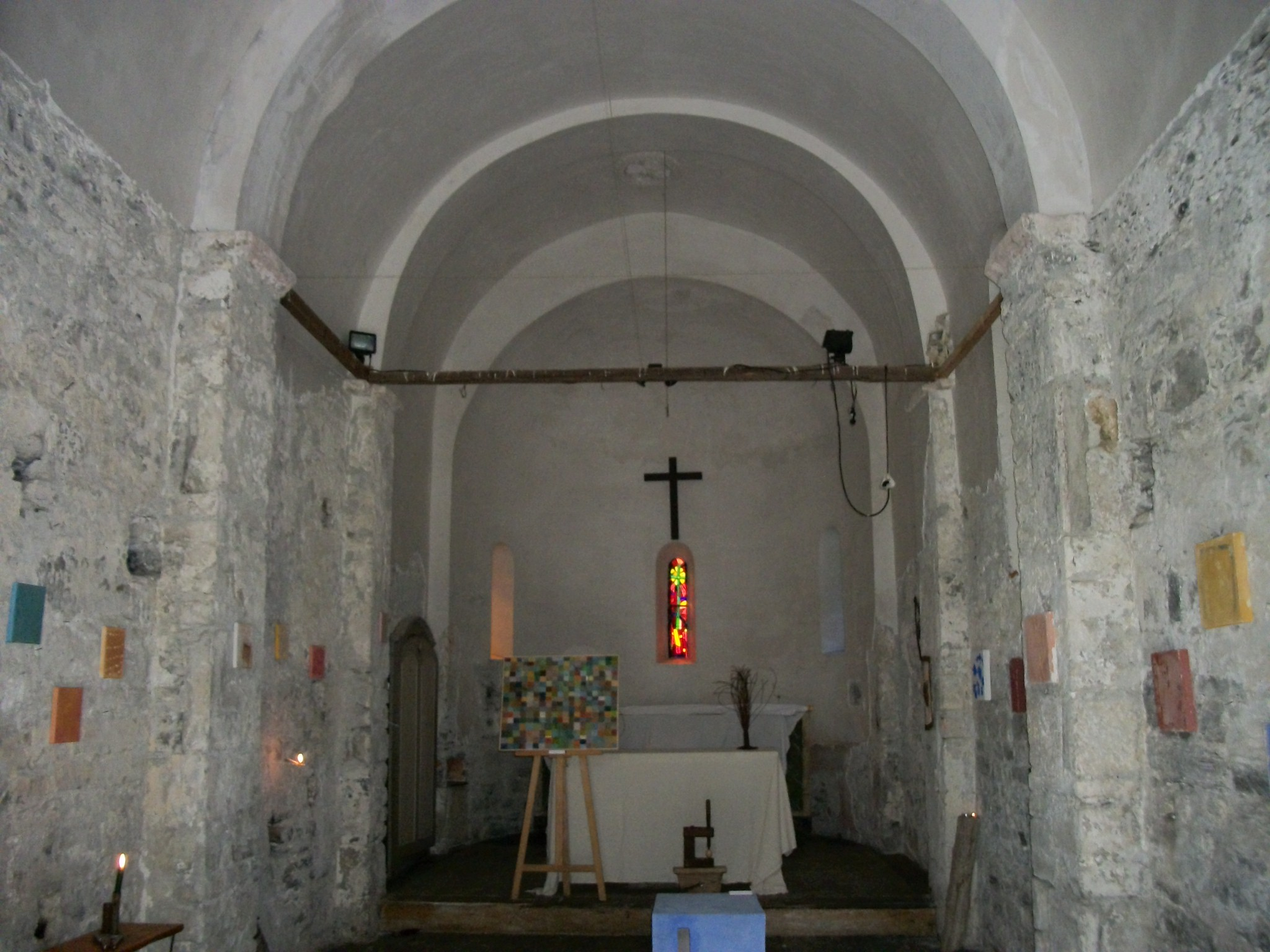
La nef et le chœur.
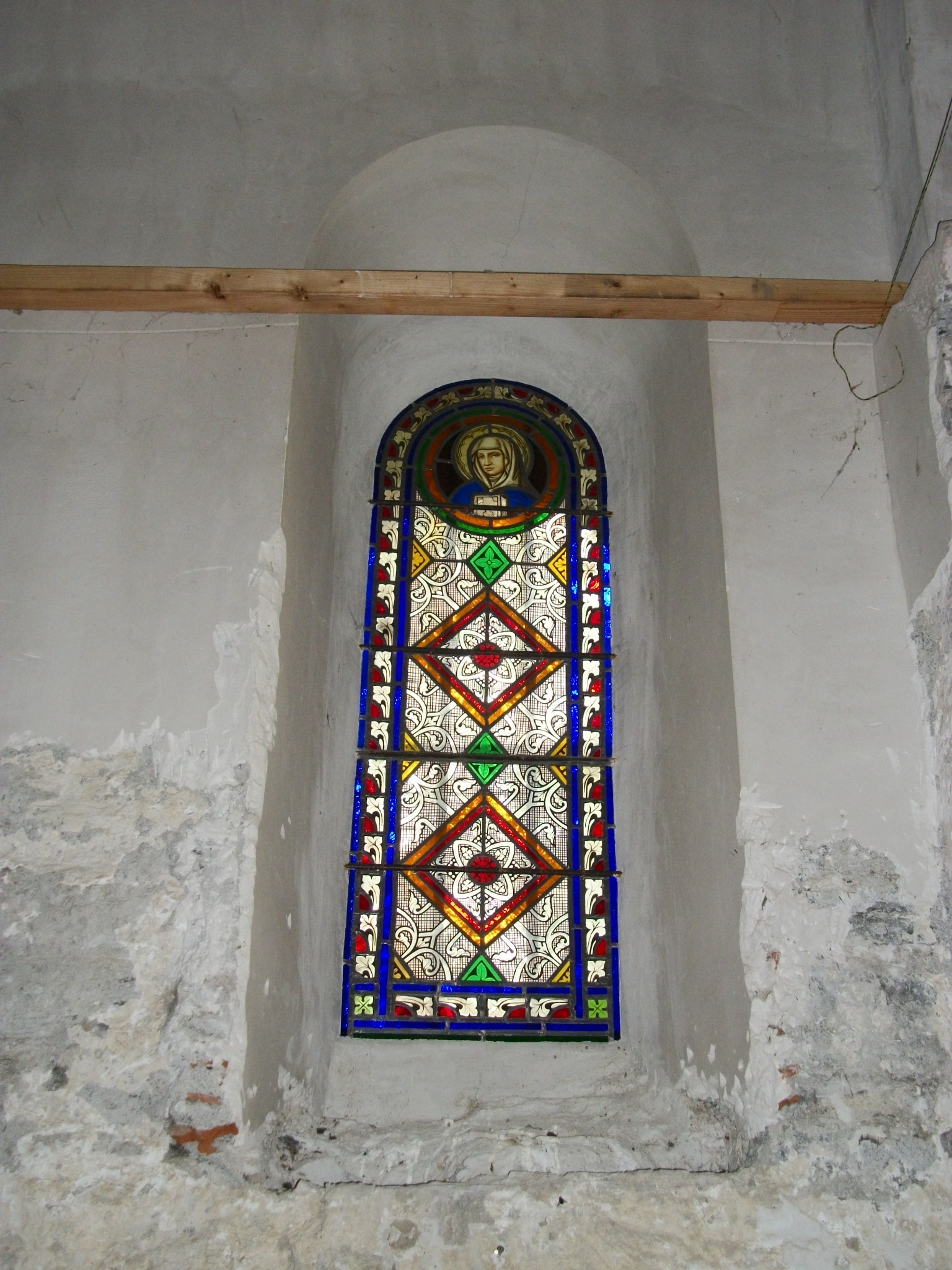
L'unique grand vitrail orné de décors végétaux et de fleurs : sur le médaillon est représentée la Vierge Marie avec l'Évangile.
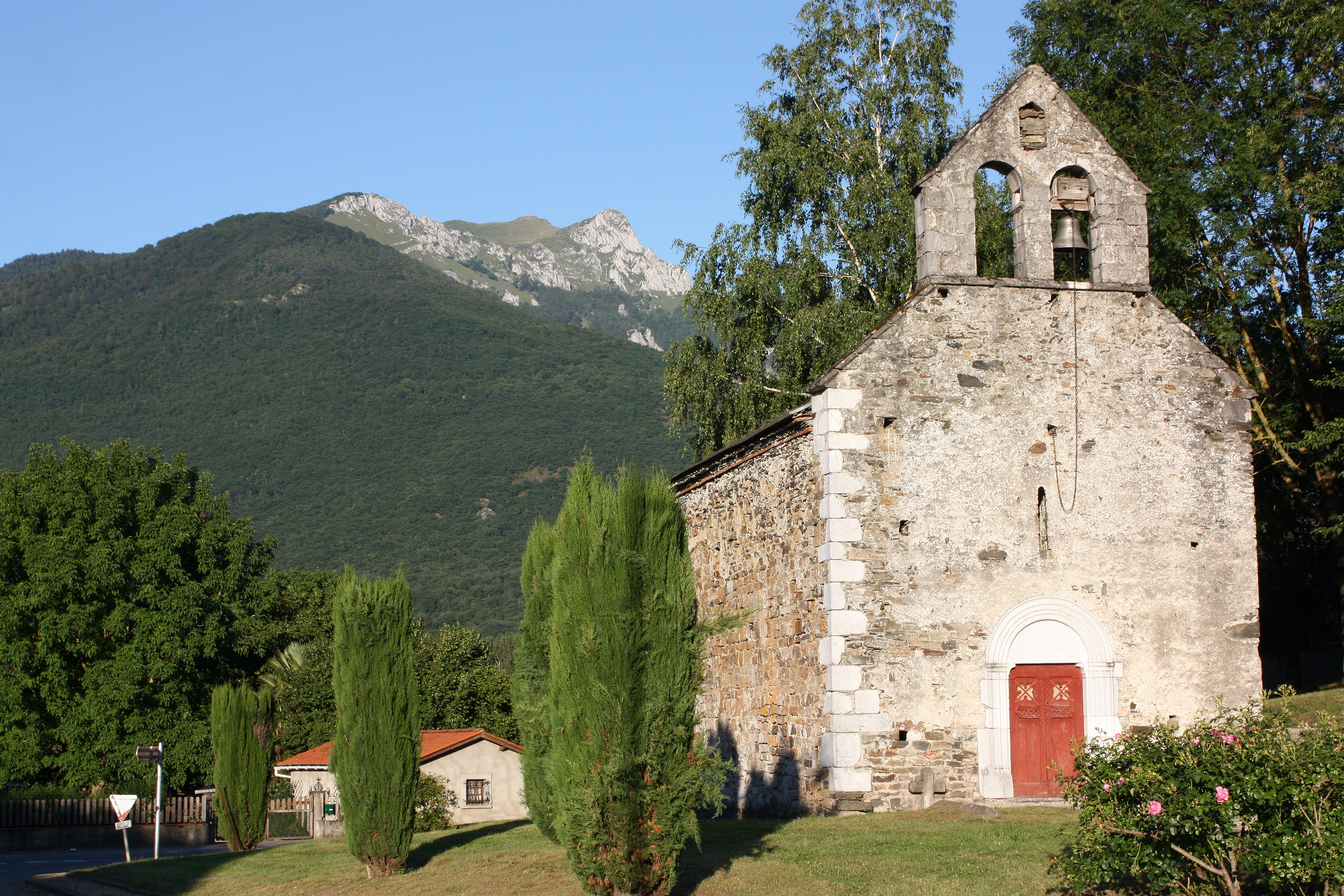
La façade ouest.
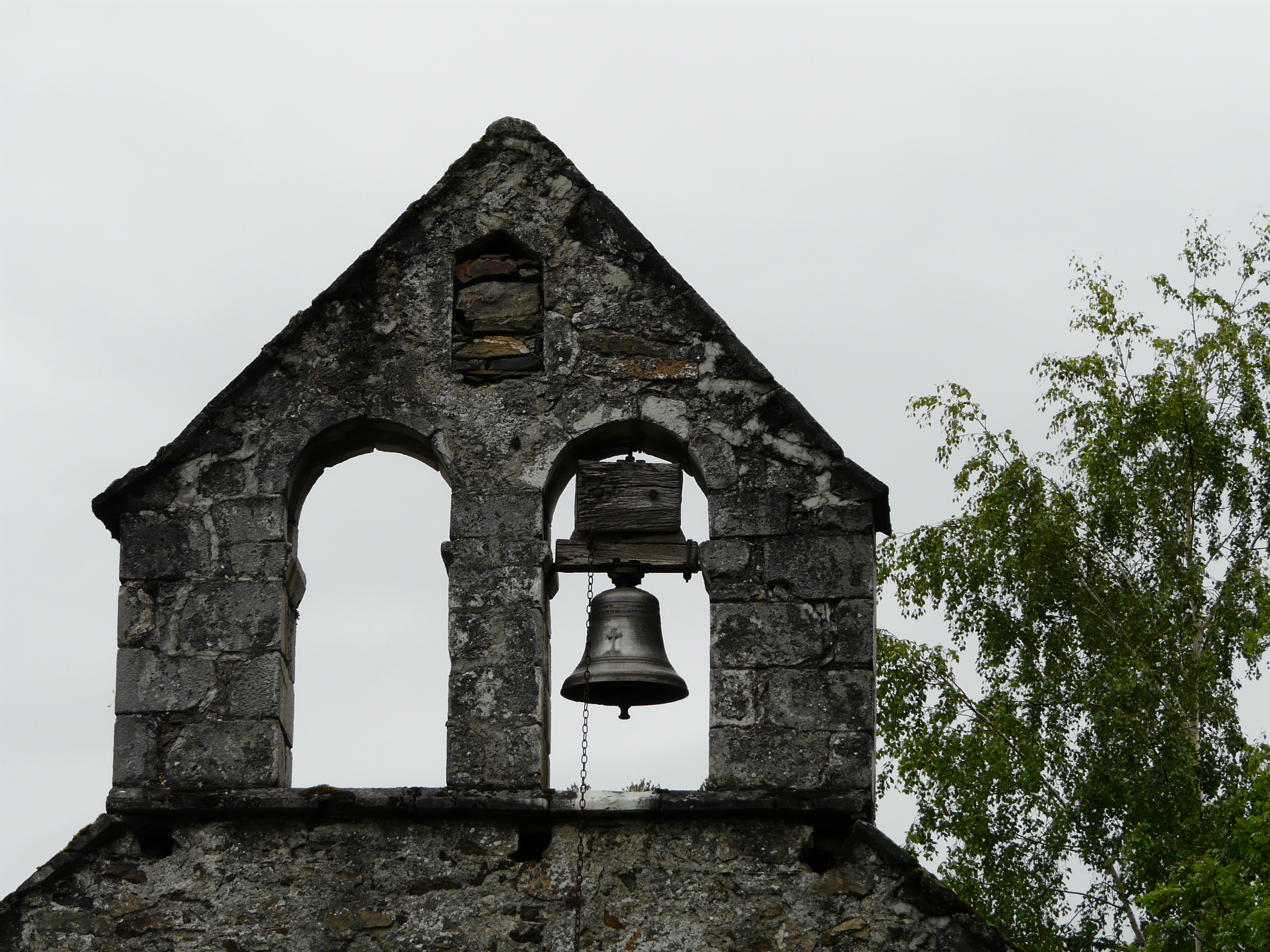
Le clocher-mur.